# Энаяти, Реза
Голамреза Энаяти (перс. غلامرضا عنايتى‎;родился 23 сентября 1976 года в Мешхеде, Иран) — иранский футболист, завершивший карьеру.

## Карьера игрока

### Клубная
Энаяти — воспитанник футбольных академий из его родного города Мешхед. В 2001 году перешёл в клуб «Абумослем», выступавший на то время в Иранской Про-лиге. В сезоне 2001/2002 стал лучшим бомбардиром иранского чемпионата. За «Абумослем» провёл 46 матчей и забил 28 мячей, после чего перешёл в «Эстегляль», в составе которого выиграл национальное первенство в сезоне 2005/2006, а также вновь стал лучшим бомбардиром чемпионата в сезонах 2004/2005 и 2005/2006. В 2006—2010 годах играл за эмиратские клубы, такие как «Ан-Наср» (Дубай) и «Эмирейтс», в составе последнего стал обладателем кубка ОАЭ. В 2010 году возвращается в Иран и играет за клуб «Сепахан», в составе которого становится чемпионом Ирана. После ухода из «Сепахана» играл за множество иранских клубов. В 2017 году завершил игровую карьеру.

### Международная
В составе сборной Ирана принимал участие на двух кубках Азии, в 2004 и 2007 году, а также принял участие на чемпионате мира 2006 года, однако на самом турнире ни разу не вышел на поле. Всего за сборную Ирана сыграл 30 матчей и забил 7 мячей.

## Достижения
В качестве игрока
 «Эстегляль»
- Чемпион Ирана: 2001/2002

 «Сепахан»
- Чемпион Ирана: 2010/2011